# Република Македония на зимните олимпийски игри 2006
Република Македония участва участва на зимните олимпийски игри в Торино през 2006 година като това е третата зимна олимпиада, на която страната взима участие.

## Ски алпийски дисциплини
| Скиор           | Събитие               | Финал       | Финал       | Финал       | Финал       | Финал |
| Скиор           | Събитие               | Първи манш  | Втори манш  | Общо        | Място       |       |
| --------------- | --------------------- | ----------- | ----------- | ----------- | ----------- | ----- |
| Ивана Ивчевска  | Жени гигантски слалом | 1:13.89     | 1:23.47     | 2:37.36     | 40          |       |
| Ивана Ивчевска  | Жени слалом           | 52.40       | 57.73       | 1:50.13     | 48          |       |
| Горги Марковски | Мъже гигантски слалом | не финишира | не финишира | не финишира | не финишира |       |
| Горги Марковски | Мъже слалом           | 1:04.03     | не финишира | не финишира | не финишира |       |

## Ски бягане
Мъже
| Събитие              | Спортист         | Състезание | Състезание |
| Събитие              | Спортист         | Време      | Място      |
| -------------------- | ---------------- | ---------- | ---------- |
| 15км класически стил | Дарко Дамяновски | 48:33.7    | 84         |